# Середина, Кристина Сергеевна
Кристина Сергеевна Середина (род. 24 декабря 1994, Жамбыл) — российская регбистка, игрок московского регбийного клуба ЦСКА и женских сборных России по регби-7 и регби-15. Заслуженный мастер спорта России.

## Биография

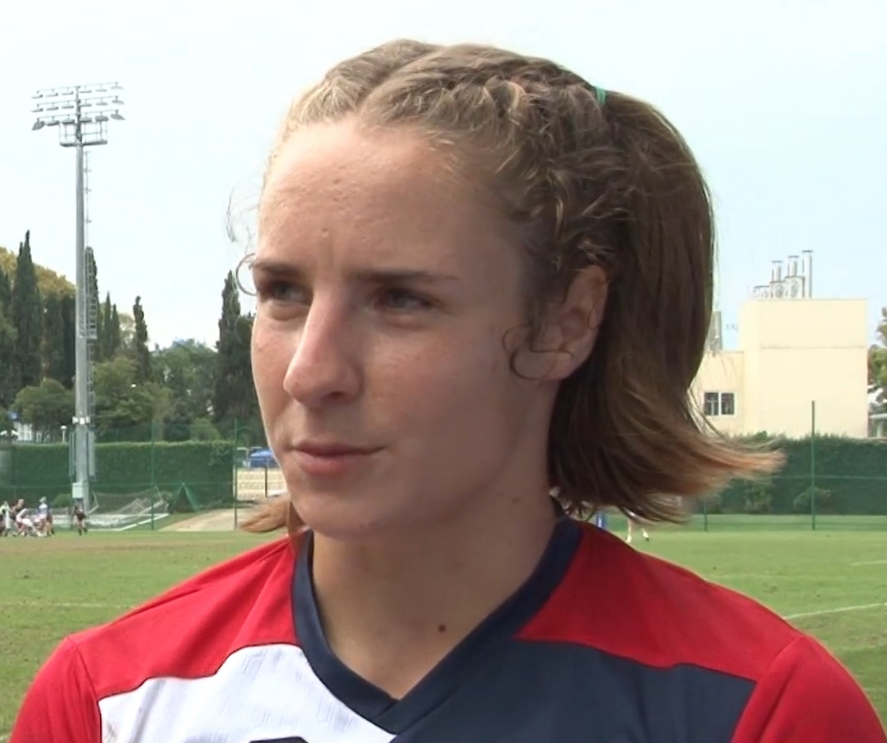
В Сочи в 2018 году

До прихода в регби Кристина занималась гандболом; она завершила карьеру в этом виде спорта незадолго до того, как её пригласили поучаствовать в регбийных тренировках. В сборной России с 2014 года. Чемпионка Европы 2014, 2016, 2018 и 2019 годов по регби-7, бронзовый призёр чемпионата Европы 2016 года по регби-15. Четвёртый по счёту победный для России чемпионат Европы 2017 года пропустила из-за травмы. Заслуженный мастер спорта России.
В 2021 году выступила на обоих этапах чемпионата Европы по регби-7 в Лиссабоне и Москве, выиграв пятый титул чемпионки Европы в карьере. В июле того же года включена в заявку команды ОКР на Олимпиаду в Токио. В том же году на втором этапе Мировой серии в ОАЭ попала в символическую сборную турнира.
28 января 2022 года в игре против Польши на этапе Мировой серии в Севилье (победа 29:5) Середина набрала 300-е очко.
В сборной по регби-7 Середина не только заносит попытки, но и регулярно пробивает реализации: в 158 матчах за сборную в Мировой серии занесла 39 попыток и пробила 58 реализаций, набрав 308 очков (один раз получала жёлтую карточку).